# Leptospermum deanei
Leptospermum deanei är en myrtenväxtart som beskrevs av Joy Thomps.. Leptospermum deanei ingår i släktet Leptospermum och familjen myrtenväxter. Inga underarter finns listade i Catalogue of Life.